# 청풍사
청풍사(淸風祠)는 대한민국 충청남도 금산군 부리면에 있는 고려 후기 충절공 야은 길재 선생의 충절과 덕행을 추모하기 위하여 지은 사당이다. 1984년 5월 17일 충청남도의 문화재자료 제16호로 지정되었다.

## 개요
고려 후기 충절공 야은 길재 선생의 충절과 덕행을 추모하기 위하여 지은 사당이다. 길재 선생은 고려말∼조선초의 학자로, 개경에 가서 이색·정몽주·권근 등 여러 선생에게서 학문을 배웠다. 몇 차례 과거에 합격하였으나 나가지 않고 같은 마을에 살던 조선 태조 이성계의 아들 이방원(후의 태종)과 두터운 친분을 맺었다. 훗날 태종이 그를 불렀으나 신하는 두 임금을 섬기지 않는다 하여 거절하였으며, 이색·정몽주와 함께 고려 삼은으로 일컫는다.
길재가 초년에 시묘살이를 하였던 금산군 부리면 불이리에 현종 12년(1671) 후손과 고을의 선비들이 함께 불이사(不二祠)를 창건하여 숙종 3년(1678)에 위패를 봉안하였다. 그러나 영조 17년(1741)에 서원남설 금령에 저촉되어 훼철되었다. 이후 영조 37년(1761)에 금산군수 민백홍과 지방유림이 ‘백세청풍(百世淸風)’ 4대자를 새긴 비를 유허에 세웠다. 이후 1804년 다시 사당을 세웠으나 고종 5년(1868) 또다시 철폐되는 비운을 겪었다. 1928년 청풍비각, 청풍사, 청풍서원이 중수되었다. 청풍사의 앞쪽에는 백세청풍비(百世淸風)와 지주중류비(支柱中流)가 있는데 이는 야은 길재의 충절을 보여주는 것이다.

## 같이 보기
- 길재

## 참고 자료
- 청풍사 - 국가유산청 국가유산포털